# Produktdatenmarketing
Der Begriff Produktdatenmarketing bezeichnet eine Marketingstrategie, bei der Produktdaten automatisiert an Suchmaschinen oder Preisvergleichsportale verteilt werden.
Produktdaten werden von Onlineshops als Exportdaten im CSV- oder XML-Format angeboten, welche die Produkteigenschaften auflisten und von der jeweiligen Suchmaschine bzw. vom Vergleichsportal in die eigene Datenbank importiert werden kann. Der Benutzer gelangt anschließend über die Suchmaschine bzw. das Vergleichsportal über einen Deeplink zum gewünschten Produkt auf der Seite des Online-Vertriebs, der die Daten zur Verfügung gestellt hat.
Das Produktdatenmarketing ist eine Disziplin der Suchmaschinenoptimierung und des Suchmaschinenmarketings, wobei spezielle Programme (engl. "feed engines") eingesetzt werden, welche die zur Verfügung gestellten Daten automatisiert an die Anbieter weitergeben. Suchmaschinen und Vergleichsportale stellen dabei unterschiedliche Anforderungen an die Datensätze, weshalb die die Datensätze bezüglich des Inhalts und der Struktur angepasst werden müssen. Diese Anpassung erfolgt, vor allem sobald aus einer Datensatzstruktur viele verschiedene Vergleichsportale oder elektronische Marktplätze bedient werden sollen, durch eine weitere Optimierung der weitergegebenen Daten durch Produktdatenoptimierungssoftware. Diese wird häufig als Software-as-a-Service-Lösung angeboten.